# Гейтсвілл (Північна Кароліна)
Гейтсвілл (англ. Gatesville) — місто (англ. town) в США, в окрузі Ґейтс штату Північна Кароліна. Населення — 267 осіб (2020).

## Географія
Гейтсвілл розташований за координатами 36°24′26″ пн. ш. 76°45′24″ зх. д. / 36.40722° пн. ш. 76.75667° зх. д. (36.407355, -76.756592).  За даними Бюро перепису населення США в 2010 році місто мало площу 1,05 км², уся площа — суходіл.

## Демографія
Згідно з переписом 2010 року, у місті мешкала 321 особа в 139 домогосподарствах у складі 96 родин. Густота населення становила 307 осіб/км².  Було 168 помешкань (161/км²).
Расовий склад населення:
| - 78,5 % — білих - 20,6 % — чорних або афроамериканців |

До двох чи більше рас належало 0,9 %. Частка іспаномовних становила 0,0 % від усіх жителів.
За віковим діапазоном населення розподілялося таким чином: 19,9 % — особи молодші 18 років, 62,3 % — особи у віці 18—64 років, 17,8 % — особи у віці 65 років та старші. Медіана віку мешканця становила 46,6 року. На 100 осіб жіночої статі у місті припадало 94,5 чоловіків;  на 100 жінок у віці від 18 років та старших — 90,4 чоловіків також старших 18 років.
Середній дохід на одне домашнє господарство  становив 59 936 доларів США (медіана — 52 250), а середній дохід на одну сім'ю — 72 228 доларів (медіана — 61 964). За межею бідності перебувало 15,6 % осіб, у тому числі 27,3 % дітей у віці до 18 років та 7,8 % осіб у віці 65 років та старших.
Цивільне працевлаштоване населення становило 155 осіб. Основні галузі зайнятості: освіта, охорона здоров'я та соціальна допомога — 30,3 %, публічна адміністрація — 17,4 %, роздрібна торгівля — 11,6 %, виробництво — 10,3 %.